# Comités catholiques
Les Comités catholiques sont un ensemble d'organisations catholiques, laïques, de défense des intérêts religieux, créées au lendemain de la défaite de 1870 et de la Commune. 

## Historique général
Le premier Comité catholique est créé en 1871 à Paris. Rapidement, des fondations similaires se constituent partout en France. Lieu de réflexion sur l’action religieuse dans la société contemporaine, les comités sont porteurs d'une approche traditionaliste, intransigeante et ultramontaine. Dominés par la grande bourgeoisie et l'aristocratie légitimiste, leur crédo est la lutte contre la « société païenne », la défense des principes du Syllabus et des prérogatives du pape, qui en fait un lieu de résistance à la République laïque. Chaque année, ils tiennent une assemblée générale, d'abord à Paris (pour la première, en avril 1872) puis, après 1892, dans le Nord, le Comité du Nord dirigé par le comte Antoine de Caulaincourt prenant le relais devant les réticences du Comité parisien à épouser les orientations du ralliement impulsé par le pape Léon XIII. Ce sont alors les Assemblées du Nord et du Pas-de-Calais qui réunissent les Comités catholiques encore actifs. En 1906, après la loi de séparation des églises et de l'Etat, les Comités catholiques du diocèse de Cambrai se transforment en comités paroissiaux, avant d'être suivis par d'autres à Paris, Nancy ou Angers.

## Description des comités particuliers

### Comité catholique de défense religieuse (Paris)
Le comité catholique de Paris a pour nom exact « Comité catholique de défense religieuse ». Fondé en 1871 par le docteur Frédault, il est ensuite pris en main par Charles Chesnelong, qui en est président de 1873 à 1892. Son successeur est le député catholique Émile Keller. Ce dernier passera le flambeau à son fils Prosper Keller à partir de 1909. 
Le comité a son siège rue de Grenelle. 
L'article 2 de ses statuts définit ses objectifs : 

« Soutenir et propager les œuvres de défense religieuse et notamment d'assurer : l'éducation chrétienne de la jeunesse, l'assistance chrétienne des pauvres, des malades, des anciens religieux ; de pourvoir, en tant qu'il sera nécessaire, et sur l'appel de l'autorité compétente, aux besoins du culte et du clergé ; de défendre contre toute injure ou violence nos églises, nos prêtres et nos religieux ; de créer toutes les œuvres et d'acquérir tous les immeubles répondant à ce but. »

En plus de ces objectifs caritatifs et religieux, le comité joue un rôle majeur dans la stratégie électorale des catholiques parisiens.